# فرنسيسكو جوزيه هيرنانديز
فرنسيسكو جوزيه هيرنانديز هو سياسي كوبي، ولد في 1 سبتمبر 1936.